# 熊本市立清水中学校
熊本市立清水中学校（くまもとしりつ しみずちゅうがっこう）は、熊本県熊本市北区清水新地二丁目にある公立中学校。

## 沿革
- 1987年（昭和62年） - 熊本市立竜南中学校より分離し開校
- 1988年（昭和63年） - 熊本市立竜南中学校新地分校を併合

## 歴代校長
- 1987年（昭和62年） - 初代校長 城塚幸雄
- 1990年（平成2年） - 第2代校長 塚本英司
- 1993年（平成5年） - 第3代校長 土山末人
- 1995年（平成7年） - 第4代校長 坂本俊昭
- 1997年（平成9年） - 第5代校長 大地隆則
- 2000年（平成12年） - 第6代校長 古閑博文
- 2003年（平成15年） - 第7代校長 谷村洋征
- 2005年（平成17年） - 第8代校長 高見博英
- 前校長  - 清藤誠也
- 現在の校長 - 小崎洋之

## 委員会
- 図書委員会
- 環境委員会
- 体育委員会
- 給食委員会
- 保健委員会
- 緑化委員会
- 総務委員会

### 運動部
- 野球部
- サッカー部
- 男子ソフトテニス部
- 女子ソフトテニス部
- 女子バレーボール部
- 男子バスケットボール部
- 女子バスケットボール部
- バドミントン部
- 剣道部
- 水泳部
- 卓球部

### 文化部
- 吹奏楽部
- 美術部
- 放送部

## 学校周辺
- 熊本電気鉄道　新須屋駅
- 熊本電気鉄道清水中学校前バス停
- 陸上自衛隊北熊本駐屯地
- NHKラジオ第一放送AM756KHz清水送信所(送信所から清水中学校までの直線距離は約1.3km)